# Mostarda-castanha
A mostarda-castanha (português europeu) ou mostarda-marrom (português brasileiro) (Brassica juncea) também chamada mostarda-oriental, mostarda-da-índia ou mostarda-chinesa é uma planta bienal da família Brassicaceae cultivada pelas suas sementes utilizadas na preparação de condimentos.

## Descrição
A mostarda-castanha é uma planta vigorosa que pode ultrapassar os 1,5 metros de altura na época da floração. As flores, de cor amarela, são reunidas em racemos terminais. As sementes são castanhas e desenvolvem-se no interior de síliquas.

## Distribuição
Esta espécie é originária da Ásia Central e Oriental: Sibéria, Cazaquistão, Quirguistão, Tadjiquistão, Turquemenistão, Mongólia, China.

## Utilização
Fabrico industrial de condimentos de mostarda. As folhas, de sabor picante como o da rúcula, podem ser consumidas como hortaliça ou condimento.